# Сви марш на плес! (албум)
Сви марш на плес! био је компилацијски албум који је Југотон објавио 1980. у СФР Југославији.
Компилација укључује разне поп и рок извођаче, углавном са локалне новоталасне сцене. У време када су се појавиле на овој компилацији, све песме су већ биле објављене на студијским албумима њихових бендова под истим именом. Осим тога, сви бендови који се појављују на њему већ су постигли значајну запаженост и истакнутост. Стога, за разлику од неких претходних Југотонових компилација различитих уметника које су покушавале да афирмишу и истакну различите надолазеће групе, ова је имала строго комерцијални карактер.
Наслов компилације је стих из рефрена ска песме "Ха, ха, ха" Бијелог дугмета са њиховог албума "Доживјети стоту". Укључивао је новоталасне групе: Шарло акробата са њиховом реге песмом "Она се буди"; Идоли са својим "Ретко те виђам са девојкама" на геј тему; Филм са њиховом химном "Замисли живот у ритму музике за плес"; пунк-рок легенде Пекиншка патка; Хаустор са њиховом чувеном реге песмом "Моја прва љубав"; Електрични оргазам са песмом "Конобар" из њихове почетне панк фазе; Азра са "Позив на плес"; група Зана са класичном нумером инспирисаном рокенролом "Пепито панталоне"; бенд Булевар у коме је наступио Дејан Цукић са песмом "Несташни дечаци" коју је написао Момчило Бајагић-Бајага и други. Хи-Фи Центар га је поново објавио на ЦД-у са неколико бонус песама. 

## Листа песама
| №   | Назив                                               | Трајање |  |
| 1.  | Бијело дугме - Ха, ха, ха                           | 3:10    |  |
| 2.  | Хаустор - Моја прва љубав                           | 5:23    |  |
| 3.  | Зана - Пепито панталоне                             | 2:01    |  |
| 4.  | Шарло акробата - Она се буди                        | 3:55    |  |
| 5.  | Лабораторија звука - Скакавац јој је зашо у рукавац | 2:58    |  |
| 6.  | Електрични оргазам - Конобар                        | 2:06    |  |
| 7.  | Филм - Замисли живот у ритму музике за плес         | 3;25    |  |
| 8.  | Идоли - Ретко те виђам са девојкама                 | 3:03    |  |
| 9.  | Азра - Позив на плес                                | 3:43    |  |
| 10. | Аеродром - Стави праву ствар на право место         | 3:33    |  |
| 11. | Булевар - Несташни дечаци                           | 3:29    |  |
| 12. | Пекиншка патка - "Боље ми је да носим кратку косу"  | 2:26    |  |